# Quyền LGBT ở Tunisia
Quyền đồng tính nữ, đồng tính nam, song tính và chuyển giới ở Tunisia đối mặt với những thách thức pháp lý mà những người không phải là LGBT không gặp phải. Cả hoạt động tình dục đồng giới nam và nữ đều bất hợp pháp và chỉ có một nhóm quyền LGBT được tổ chức chính thức, Association Shams.
Theo báo cáo năm 2018 của Bộ Ngoại giao Hoa Kỳ về quyền con người ở Tunisia, "thỉnh thoảng chính quyền sử dụng [luật chống cắt xén] để giam giữ và thẩm vấn mọi người về các hoạt động và định hướng tình dục của họ, đôi khi dựa trên xuất hiện một mình."
Người LGBT Tunisia phải đối mặt với cả sự phân biệt đối xử về mặt pháp lý và xã hội. Báo cáo về sự từ chối gia đình, bạo lực trong không gian công cộng, bạo lực trong gia đình và tự tử là khá phổ biến.

## Bảng tóm tắt
| | Có/Không                     | Ghi chú                                            |
| Hoạt động tình dục đồng giới                                                                                                | Hoạt động tình dục đồng giới | Hoạt động tình dục đồng giới                       |
| --- | ---------------------------- | -------------------------------------------------- |
| Hoạt động tình dục đồng giới hợp pháp                                                                                       | No                           | Hình phạt: Lên đến 3 năm tù (Đề xuất hợp pháp hóa) |
| Độ tuổi đồng ý |                              |                                                    |
| Luật phân biệt đối xử |                              |                                                    |
| Luật chống phân biệt đối xử trong chỉ việc làm                                                                              | No                           |                                                    |
| Luật chống phân biệt đối xử trong việc cung cấp hàng hóa và dịch vụ                                                         | No                           |                                                    |
| Luật chống phân biệt đối xử trong tất cả các lĩnh vực khác (bao gồm phân biệt đối xử gián tiếp, ngôn từ kích động thù địch) | No                           |                                                    |
| Hôn nhân đồng giới |                              |                                                    |
| Hôn nhân đồng giới | No                           |                                                    |
| Quan hệ đối tác dân sự | No                           |                                                    |
| Công nhận các cặp đồng giới                                                                                                 | No                           |                                                    |
| Con nuôi và con |                              |                                                    |
| Nhận nuôi cá nhân | No                           |                                                    |
| Con nuôi của các cặp vợ chồng đồng giới                                                                                     | No                           |                                                    |
| Con nuôi chung của các cặp đồng giới                                                                                        | No                           |                                                    |
| Mang thai hộ thương mại cho các cặp đồng tính nam                                                                           | No                           |                                                    |
| Truy cập IVF cho đồng tính nữ                                                                                               |                              |                                                    |
| Khác |                              |                                                    |
| Người LGBT được phép phục vụ công khai trong quân đội                                                                       |                              |                                                    |
| Quyền thay đổi giới tính hợp pháp                                                                                           | No                           |                                                    |
| NQHN được phép hiến máu |                              |                                                    |